# Festival du film de Sydney 2014
Le Festival du film de Sydney 2014, 61e édition du festival (61st Sydney Film Festival ou SFF), s'est déroulé du 4 au 15 juin 2014.

## Jurys

### Longs métrages
- Rachel Perkins (présidente du jury)
- Shelly Kraicer
- Oh Jung-Wan
- Khalo Matabane
- Rachael Blake[1]

## Sélection

### En compétition

#### Longs métrages
- 20,000 Days on Earth de Iain Forsyth et Jane Pollard  Royaume-Uni (film d'ouverture)
- Black Coal, Thin Ice (白日焰火) de Diao Yi'nan  Chine  Hong Kong
- Boyhood de Richard Linklater  États-Unis
- Fell de Kasimir Burgess  Australie
- Fish and Cat (Mahi va gorbeh) de Shahram Mokri  Iran
- The Kidnapping of Michel Houellebecq de Guillaume Nicloux   France
- Kumiko, the Treasure Hunter de David Zellner  États-Unis
- Locke de Steven Knight  Royaume-Uni
- The Rover de David Michôd  Australie
- Ruin de Amiel Courtin-Wilson et Michael Cody  Australie
- Snowpiercer de Bong Joon-ho  Corée du Sud
- Two Days, One Night de Jean-Pierre et Luc Dardenne  Belgique  France  Italie[2]

#### Australian Documentary
- 35 Letters de Janine Hosking  Australie
- All This Mayhem de Eddie Martin  Australie
- Black Panther Woman de Rachel Perkins  Australie
- China's 3Dreams de Nick Torrens   Australie
- The Last Impresario de Gracie Otto  Australie
- Love Marriage in Kabul de Amin Palangi  Australie
- Once My Mother de Sophia Turkiewicz  Australie
- The Redfern Story de Darlene Johnson  Australie
- Tender de Lynette Wallworth  Australie
- Ukraine is not a Brothel de Kitty Green  Australie  Ukraine[3]

#### Australian Short Films
- Crochet Noir de Jessica Harris  Australie
- Grey Bull de Eddy Bell  Australie
- I Want to Dance Better at Parties de Matthew Bate et Gideon Obarzanek  Australie
- The iMom de Ariel Martin  Australie
- MAN de Richard Hughes  Australie
- Phantom Limb de Alex Grigg  Australie  Royaume-Uni
- Showboy de Samuel Leighton-Dore  Australie
- Stuffed de Warwick Young  Australie
- The Video Dating Tape of Desmondo Ray, Aged 33 & ¾ de Steve Baker  Australie
- Welcome to Iron Knob de Dave Wade  Australie[4]

### Hors compétition

#### Special Presentations at the State
- Begin Again de John Carney  États-Unis
- Calvary de John Michael McDonagh  Irlande  Royaume-Uni
- The Captive de Atom Egoyan  Canada
- Cold in July de Jim Mickle  États-Unis  France
- Frank de Lenny Abrahamson  Irlande
- Gabrielle de Louise Archambault  Canada
- In Order of Disappearance (Kraftidioten) de Hans Petter Moland  Norvège  Suède  Danemark
- Is the Man Who Is Tall Happy? de Michel Gondry  États-Unis
- The Lunchbox (द लंच बॉक्स) de Ritesh Batra  Inde
- Rock the Casbah de Laïla Marrakchi  France  Maroc
- The Tale of The Princess Kaguya de Isao Takahata  Japon
- The Two Faces of January de Hossein Amini  Royaume-Uni  France  États-Unis
- Wish I Was Here de Zach Braff  États-Unis
- Lessons in Love (Words and Pictures) de Fred Schepisi  États-Unis[5]

#### Special Screenings
- The Kingdom of Dreams and Madness de Mami Sunada  Japon
- Mommy de Xavier Dolan  Canada
- The Salt of the Earth de Wim Wenders et Juliano Ribeiro Salgado  France  Italie
- Timbuktu de Abderrahmane Sissako  Mauritanie  France
- When Animals Dream (Når dyrene drømmer) de Jonas Alexander Arnby  Danemark
- Winter Sleep (Kış Uykusu) de Nuri Bilge Ceylan  Turquie[6]

#### The Box Set
- Babylon de Danny Boyle et Jon S. Baird  Royaume-Uni
- Devil’s Playground de Rachel Ward et Tony Krawitz  Australie[9]

#### Freak Me Out
- Dead Snow 2 de Tommy Wirkola  Norvège
- Goal of the dead de Benjamin Rocher et Thierry Poiraud  France
- Killers de The Mo Brothers  Indonésie  Japon
- Love Eternal de Brendan Muldowney  Irlande  Luxembourg  Pays-Bas  Japon
- Stage Fright de Jérôme Sable  États-Unis
- Willow Creek de Bobcat Goldthwait  États-Unis[10]

#### Screen: Black
- Black Panther Woman de Rachel Perkins  Australie
- The Redfern Story de Darlene Johnson  Australie[11]

#### Family
- How to Train Your Dragon 2 de Dean DeBlois  États-Unis[12]

## Palmarès
- Sydney Film Prize : Two Days, One Night de Jean-Pierre et Luc Dardenne  Belgique  France  Italie[14]
- Australian Documentary Prize : 35 Letters de Janine Hosking  Australie[15]
- Dendy Awards for Australian Short Films[16] :
  - Dendy Live Action Short Award : I Want to Dance Better at Parties de Matthew Bate et Gideon Obarzanek  Australie
  - Yoram Gross Animation Award : Phantom Limb de Alex Grigg  Australie  Royaume-Uni
  - Rouben Mamoulian Award for Best Director : Eddy Bell pour Grey Bull  Australie
- Event Cinemas Australian Short Screenplay Award : Welcome to Iron Knob de Dave Wade  Australie